# Parsifal (film 2021)
Parsifal è un film del 2021 diretto da Marco Filiberti.

## Trama
Il giovane Parsifal arriva in un luogo fuori dal tempo e privo di nome, senza sapere dove si trovi né quale sia la sua vera identità.
Qui incontra due marinai, Palamède e Cador, due prostitute di nome Senta ed Elsa e una donna affascinante di nome Kundry.

## Distribuzione
Il film è stato distribuito nelle sale cinematografiche italiane a partire dal 23 settembre 2021.